# Álvaro Ulcué Chocué
Álvaro Ulcué Chocué (Caldono, 16 de julio de 1943-Santander de Quilichao, 10 de noviembre de 1984) fue un sacerdote y activista colombiano de la etnia Nasa. 
Fue el primer sacerdote católico indígena en Colombia.

## Biografía
Nació en el resguardo indígena de Pueblo Nuevo en Caldono (Cauca) el 16 de julio de 1943, hijo de María Soledad Chocué Peña y José Domingo Ulcué Yajué, quien fue gobernador del Cabildo indígena del lugar durante varios períodos anuales. Su casa tenía paredes de caña, techo de paja y piso de tierra. Tenía dos hermanos y cuatro hermanas.

### Seminarista
Pudo estudiar solamente desde los 11 años en la escuela mixta de Pueblo Nuevo, dirigida por las Misioneras de la Madre Laura. Becado terminó su educación primaria en el internado Indígena Indocrespo, de Guadarrama (Antioquia), el cual se proponía lograr que en el país se ordenaran sacerdotes indígenas. Pasó luego al Seminario Menor de Popayán, dirigido por los Misioneros Redentoristas, donde estuvo 4 años, debiendo retirarse por problemas económicos. Trabajó luego un año como maestro en San Benito Abad (Sucre) y luego regresó a trabajar a su Resguardo con sus padres. Finalmente, con media beca de la Arquidiócesis y media de las Lauritas pudo ingresar de nuevo al Seminario de Popayán donde terminó sus estudios de Filosofía y luego pasó al Seminario de Ibagué, donde estudió Teología.

### Sacerdocio
El 10 de julio de 1973 fue ordenado como sacerdote en Popayán y celebró su primera misa en Pueblo Nuevo, acontecimiento que congregó a miles de Nasa, pues era la primera vez que uno de ellos era sacerdote católico. El hecho fue noticia nacional por lo que hasta ahora no había sido posible un sacerdote indígena en el país. Ulcué declaró:
En el seminario comenzamos 62 y sólo llegamos al altar, Tomás Mina (un negro), Joel Ortiz (un campesino) y yo (un indígena). Así se cumple aquello que Dios elige a los humildes para confundir a los fuertes.
Ejerció primero como vicario cooperador en Santander de Quilichao, hasta enero de 1974 cuando pasó a desempeñar la misma función en Bolívar (Cauca) en enero de 1975. En 1977 fue nombrado párroco de Toribío y administrador de las parroquias de Tacueyó y Jambaló. Eso significó también que fue el primer párroco indígena en Colombia. Explicaba la necesidad de que los indígenas, las comunidades negras y todos los grupos marginados se preparen y tengan sus propios sacerdotes, maestros y médicos:
La verdad es que cuando la llaga es ajena no se siente, pero cuando es propia duele mucho.
Porque le dolía la situación de su pueblo acompañó su lucha cotidiana y enfrentó desde el alcoholismo y el mal trato personal, hasta la situación de despojo y pobreza. Decidió entonces apoyar la organización de los Cabildos y del Consejo Regional Indígena del Cauca y la recuperación de las tierras de los Resguardos.

### Persecución y lucha
Desde 1980 se desata contra él una persecución, siendo señalado amenazado y calumniado repetidamente por grandes propietarios de tierra y por la Fuerza Pública.
La situación se agravó el 22 de enero de 1982 cuando la comunidad de Pueblo Nuevo disputaba una tierra con grandes terratenientes y la Policía Nacional atacó a los indígenas y mató a Gloria, una hermana de Álvaro Ulcué, a su tío Serafín Chocué y a otros dos Nasa, e hirío a su padre. Álvaro viajó a Pueblo Nuevo a enterrar a su hermana; al regresar a Toribio fue objeto de una denigrante requisa por parte de los soldados, quienes lo trataron altaneramente, tanto a él como a las religiosas que lo acompañaban. La bebita de Gloria murió pocos días después; quedaron huérfanos sus otros tres hijos.
A finales de 1982, las Comunidades y Grupos Cristianos del Cauca publicaron un comunicado a la opinión pública, en el cual denunciaron la escalada de amenazas contra Álvaro. Afirmaban que "los terratenientes le han puesto precio a su vida, y sólo el amor de quienes lo rodean lo ha salvado de ser uno más de los impunemente desaparecidos".
Lejos de dejarse vencer por el terror, en 1983 Ulcué decidió ampliar sus perspectivas y visitó a las organizaciones indígenas del Ecuador y luego a las del Vaupés en la Amazonia colombiana. Hizo también repetidas visitas a las comunidades afrocolombianas del Pacífico.

### Resguardo Indígena de López Adentro
El 25 de enero de 1984 la comunidad Nasa entró a recuperar el territorio de la Hacienda López Adentro, que era parte del Resguardo de Corinto establecido en la época colonial. La represión de la Fuerza Pública costó la vida a 5 indígenas, entre ellos una niña de 7 años. Otros 18 quedaron heridos. Álvaro ayudó a llevar estos heridos al hospital, celebró misa en la tierra recuperada.
El 8 de noviembre de 1984 el ministro de Defensa, general Óscar Botero Restrepo, llegó a visitar la tropa con otros dos generales del Ejército Nacional (Ariza y Díaz Sanmiguel) y Álvaro los invitó a una reunión en la Casa Cural para aclarar diversas acusaciones que los militares hacían contra él. Ninguna aclaración ni sustentación se produjo, excepto que los militares insinuaron que él promovía invasiones de tierras. Ante esto, explicó los derechos de los indígenas a la tierra y el carácter legal de las luchas por recuperar los Resguardos. 
El 9 de noviembre de 1984, la Fuerza Pública arrasa la Recuperación de López Adentro, quemaron las viviendas de 150 familias indígenas y con maquinaria destruyeron 300 hectáreas de sus cultivos. Al saber la noticia Ulcué dijo:
El gobierno siempre se pone de parte de los poderosos defendiendo sus intereses, pero los intereses de los pobres los tiene que defender la propia comunidad organizada.
Entre las exhortaciones a la comunidad señaló:
Invito a los cristianos y a los demás compañeros indígenas para que levantemos nuestra voz de protesta y condenemos estos hechos como contrarios a la Ley de Dios.

## Asesinato
El sábado 10 de noviembre de 1984, hacia las 8:30 a. m. a la entrada del albergue Santa Inés, en Santander de Quilichao, el sacerdote Álvaro Ulcué Chocué fue atacado a bala por dos sicarios Miguel Ángel Pimentel y Orlando Roa pertenecientes al F2 de la Policía Nacional que se movilizaban en motocicleta.
Álvaro, que quedó malherido, se bajó del automóvil y se tendió en la tierra. Luego, los sicarios se retiraron, pero al percibir que estaba malherido lo remataron, para luego huir. Religiosas que estaban cerca del lugar, lo introdujeron en un taxi y lo condujeron al hospital de la localidad a donde llegó con vida. Momentos después falleció.
Millares de indígenas acompañaron su sepelio.
Organizaciones como el Partido Revolucionario de los Trabajadores lamentaron el asesinado, además de resaltar las amenazas que había recibido tanto el sacerdote como su familia.

## Homenajes
El 14 de agosto de 1996, el Instituto Colombiano de Reforma Agraria (Incora), reconstituyó el resguardo de Corinto, incluyendo dentro de él el predio de López Adentro. La figura de Ulcué sigue asociada a la lucha por la organización, la autonomía y el territorio indígena.
Su gente lo recuerda a diario. Al sacerdote que respetaba la institución del amaño de la pareja antes del matrimonio, pero que reclamaba que los indígenas no nombraran como padrinos de bautismo de sus hijos a los terratenientes. Al que gozaba leyendo el canto de María, el Magníficat:
Desplegó la fuerza de su brazo y desbarató los planes de los soberbios;
derribó a los potentados de sus tronos y exaltó a los humildes;
colmó de bienes a los hambrientos y a los ricos los despidió sin nada...
El ICETEX creo el Fondo de los Pueblos Indígenas - Álvaro Ulcué Chocué.